# 島崎京子
島崎 京子（しまざき きょうこ、1972年1月7日 - ）は北海道河東郡音更町出身の元スピードスケート選手。現姓名は杉山 京子（すぎやま きょうこ）。身長159cm、体重57kg。

## 経歴
- 白樺学園高等学校卒業後、三協精機（現・日本電産サンキョー）スケート部に入部。入部1年目で日本女子選手初となるワールドカップ500m総合優勝を果たした。
- 1992年アルベールビルオリンピックで500m7位入賞、1000m18位。1994年リレハンメルオリンピックで500m10位、1000m18位。1998年長野オリンピックでの500mでは、1本目で4位につけたものの2本目は5位に留まり、総合5位入賞を果たしたものの、期待されたメダル獲得は惜しくもならなかった。1000mは22位に終わり、長野五輪を最後に現役を引退した。
- フジテレビ[2]で放送されたバンクーバーオリンピックスピードスケート日本代表選考会中継では、現姓の杉山京子として堀井学とともに解説者を務めた。
- 小学校時代の髙木美帆にスケートを教えたことがある[3]。

## 備考
- 長野オリンピックの競技終了後、インタビューを行おうとした島村俊治（当時NHKアナウンサー）の前を悔しさのあまり無言で通り過ぎたというエピソードがあるが、後日民放のテレビ番組出演の際、ディレクターを通じ謝罪をしている。（島村の所属するニューヴォイス嶋村プロのサイトより。）

## 参照
1. ↑  十勝毎日新聞社2007年10月18日付記事 「世界に駆ける 白樺学園高創立50周年＜中＞」
2. ↑  CS放送のフジテレビONEでも放送された。
3. ↑  朝日新聞（2010年2月11日）